# Samoa (Kurzfilm)
Samoa ist ein US-amerikanischer dokumentarischer Kurzfilm von Ben Sharpsteen aus dem Jahr 1956, mit dem Walt Disney als Produzent für einen Oscar nominiert war.

## Inhalt

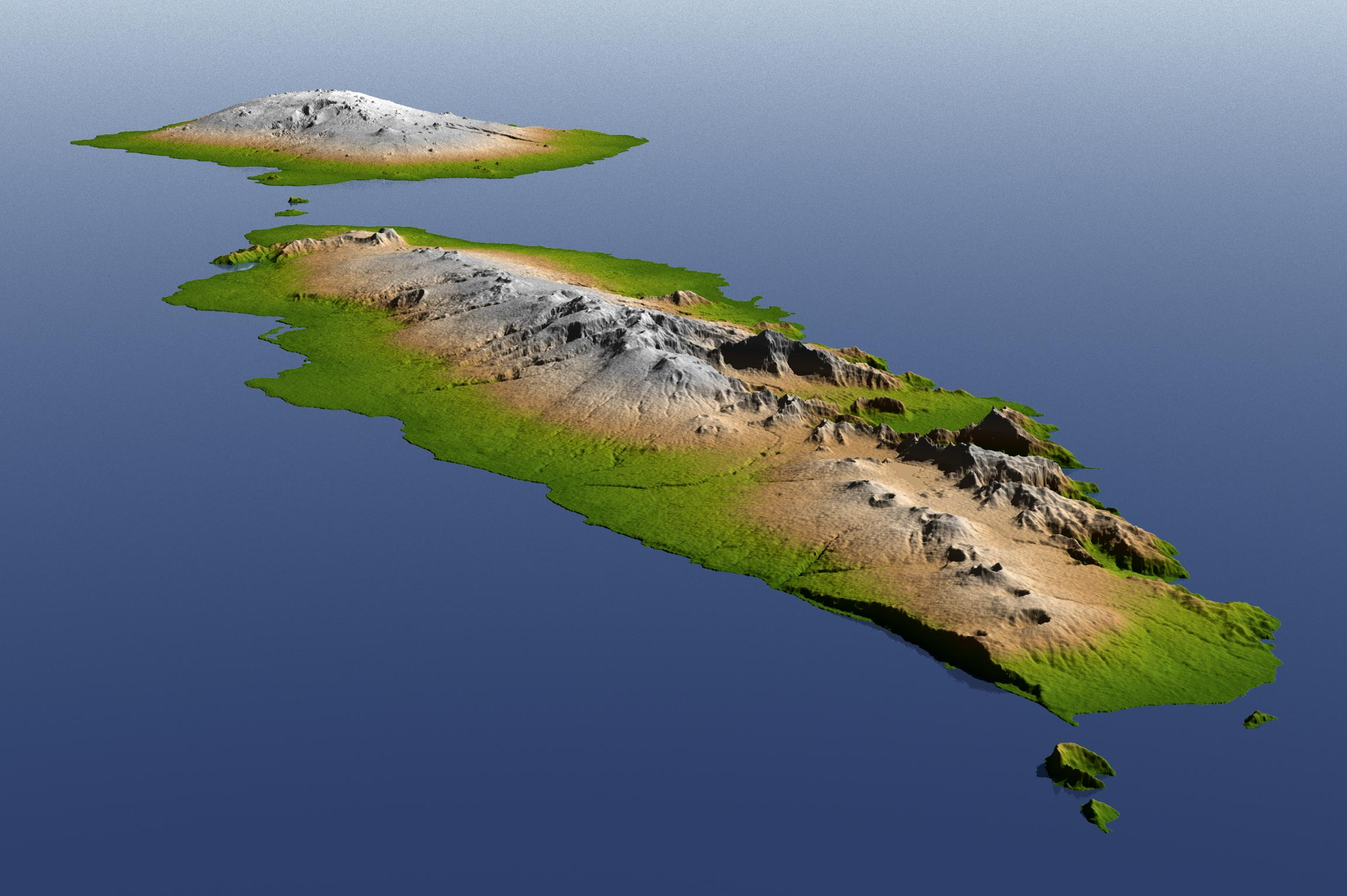
Reliefdarstellung des Staates
Blick von OSO nach WNW

Das Paar Catherine und John versucht dem Zuschauer den in Polynesien liegenden Inselstaat Samoa näherzubringen. Samoa, hauptsächlich bestehend aus zwei großen Gebieten, Westsamoa und Amerikanisch-Samoa, wird von einer sehr stolzen Rasse von Menschen bewohnt, die Touristen gegenüber äußerst zurückhaltend sind. Das führt auch dazu, dass keine großen Anstrengungen unternommen werden, um Touristen auf die Inseln zu locken. Die Förderung liegt noch in den Kinderschuhen.
Catherine und John setzen sich mit der Kultur der dort lebenden Menschen auseinander und versuchen zu verstehen, was die Quelle des Stolzes der Bewohner ist. Sodann besuchen sie auch das Haus des schottischen Schriftstellers Robert Louis Stevenson der seine letzten Jahre auf Samoa verbrachte und dort auch starb und begraben liegt.

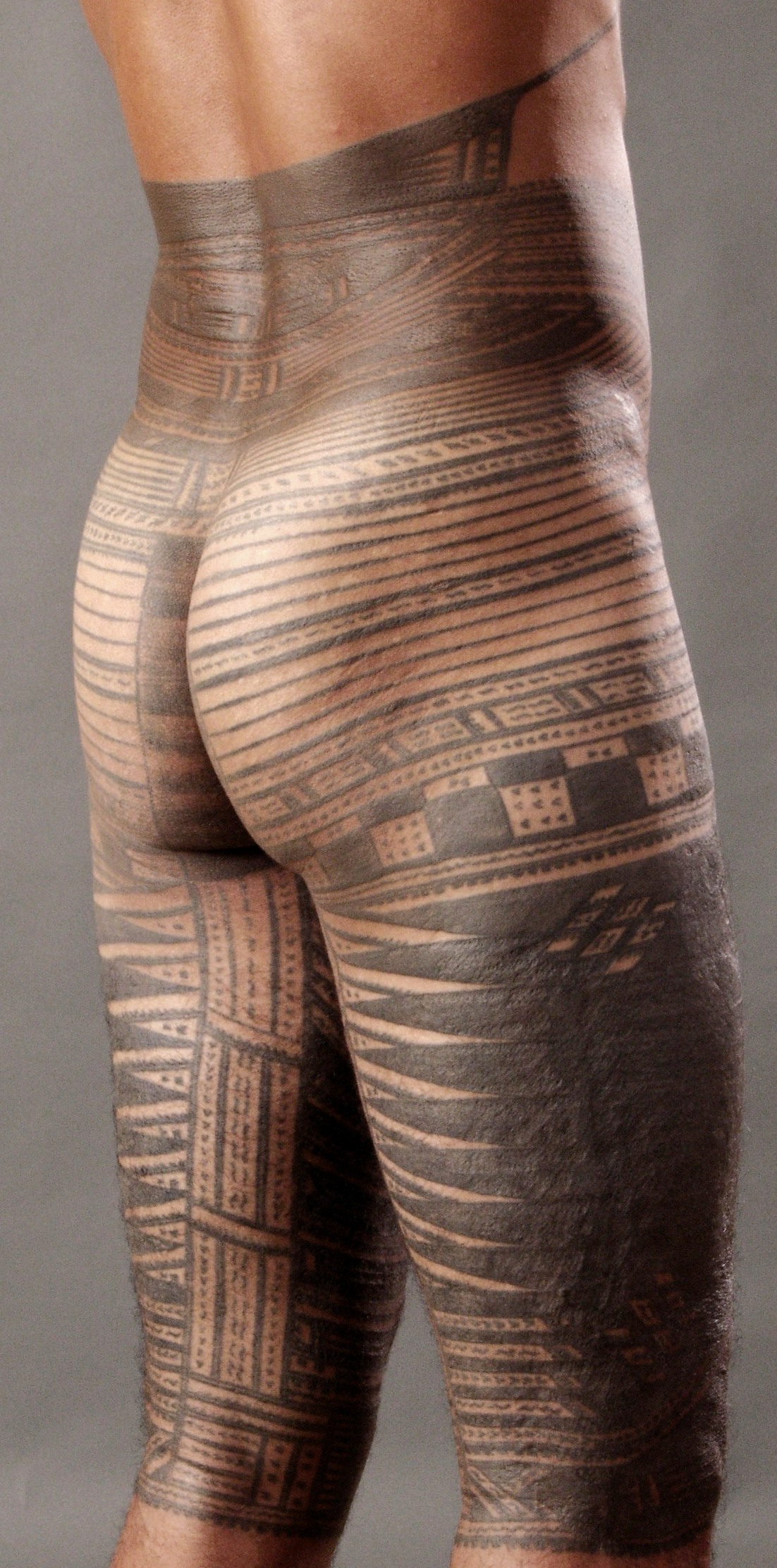
Peʻa, tradit. männl. Tätowierung (tatau)

Gezeigt wird auch, wie kunstvolle samoanische Tätowierungen, die oft einen großen Teil des Körpers bedecken, in der Ausführung sind. Auch wenn der größte Teil der Bevölkerung sich zum Christentum bekennt, bestehen viele traditionelle Vorstellungen auch weiterhin, so beispielsweise der Glaube an böser Geister, jedoch eingebunden in die christliche Glaubenswelt.

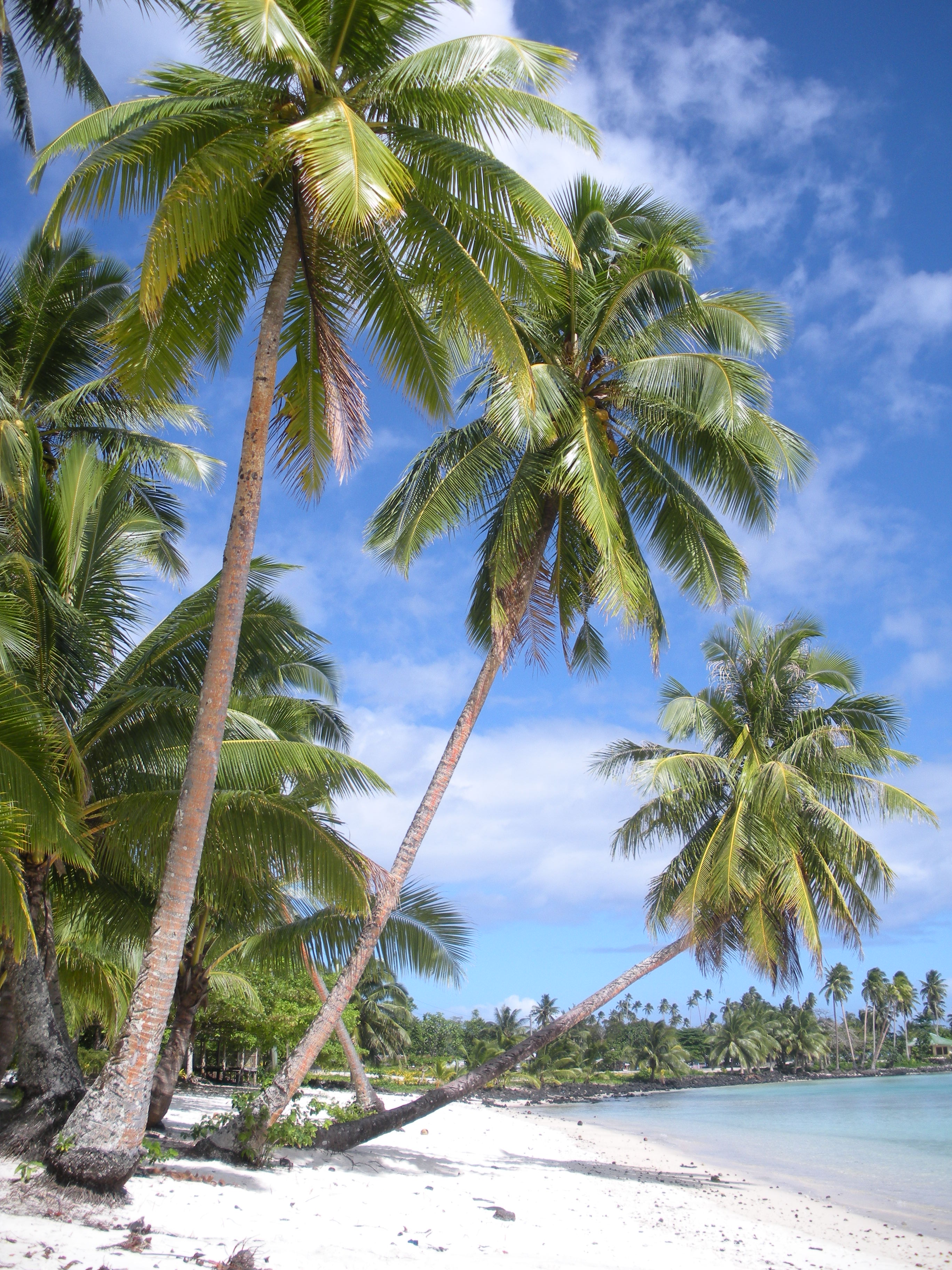
Lefaga-Strand, Insel Upolu

Zum Schluss werden noch die schönsten Meeresstrände gezeigt, die das Bild des Einzelnen prägen, wenn von der Südsee die Rede ist.

## Produktion, Veröffentlichung
Produziert wurde der Film von Walt Disney Productions, vertrieben von der Buena Vista Film Distribution Company. Der Film gehört zu Walt Disneys Filmreihe Land und Leute, die im Zeitraum 1953 bis 1960 produziert wurde und 17 Filme hervorbrachte. Es ist der siebte Film der Reihe.
Samoa wurde in den USA am 25. Dezember 1956 erstmals veröffentlicht. In Schweden wurde der Film am 25. November 1957 veröffentlicht und in Japan am 25. April 1959, zudem war er in Dänemark zu sehen.

## Auszeichnung
Oscarverleihung 1957:
- Oscarnominierung für Walt Disney in der Kategorie „Bester Kurzfilm“ (2 Filmrollen). Die Auszeichnung ging jedoch an George K. Arthur und seinen Film Der Mantel nach Maß über einen blauen Mantel, dessen Motive auf Nikolai Gogols Kurzgeschichte Der Mantel zurückgehen.[2]